# Ilha de Wolf

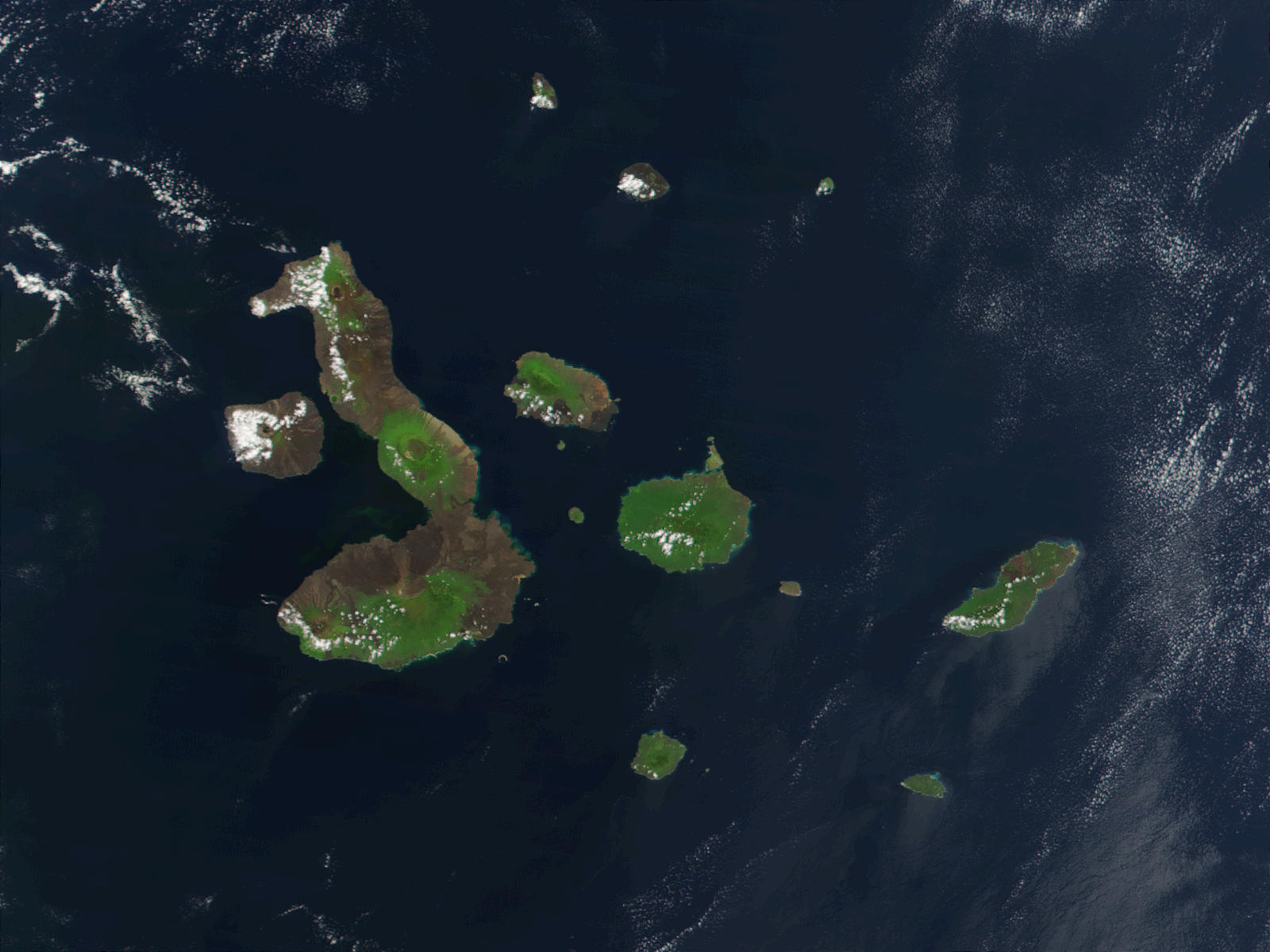
Ilhas Galápagos (Vista de satélite)

A Ilha de Wolf pertence ao Equador e está localizada 37 km a sudoeste de Darwin, não permite visitas em terra. O principal ponto de mergulho está localizado no lado sul da ilha.Correntes muito fortes são encontradas até os 18 metros de profundidade.
Tubarões-martelo e golfinhos são principais atrações de Wolf. Os cardumes de tubarões-martelo chegam a ter 500 animais.
A melhor forma de conhecê-la é em "live-aboards", específicos para mergulhadores experientes.